# Kaspar Glatz
Kaspar Glatz (auch Casparus Glatius, Glacius; * in Rieden am Forggensee; † 15. September 1551 auf dem Siedelhof bei Naschhausen) war ein deutscher lutherischer Theologe.

## Leben
Aus der frühen Zeit von Glatz ist nichts bekannt. Am 11. August 1523 kam er an die Universität Wittenberg, wo er bereits 1524 zum Lizentiaten und Doktor der Theologie promovierte. Wie es scheint hielt er auch Vorlesungen und übernahm am 27. August 1524 als Nachfolger von Andreas Bodenstein die Pfarrei in Orlamünde, die mit dem Archidiakonat der Wittenberger Schlosskirche verbunden war.
Martin Luther, dem daran gelegen war, für die entflohene Nonne Katharina von Bora einen Ehemann zu finden, schlug ihr Glatz vor. Bora lehnte ab und wurde in der Folge Luthers Frau. Glatz hatte in Orlamünde kein leichtes Amt, da Bodenstein die Gemüter dort weitgehend erregt hatte. Daraufhin wurde er 1536 von seiner Stelle dort entbunden, erhielt das Amt jedoch 1539 wieder. Nachdem das Augsburger Interim verfasst worden war, trat Glatz an der Seite von Nikolaus von Amsdorf und Justus Menius als Vertreter der lutherisch Gesinnten auf und äußerte seine Bedenken gegen dieses.